# إيرين برادي

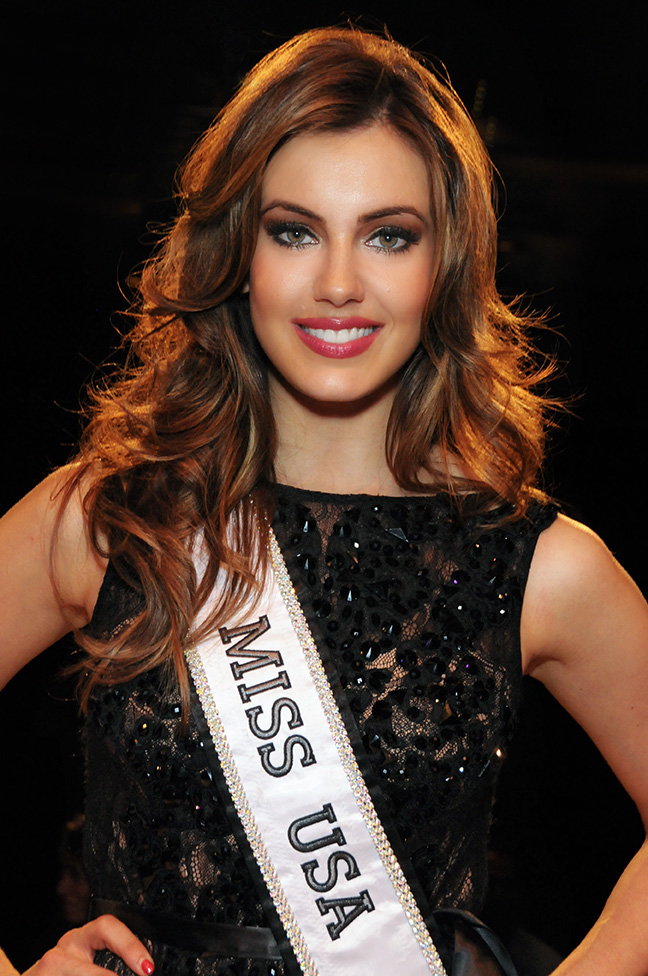
إيرين برادي

إيرين برادي (بالإنجليزية: Erin Joyce Brady) وهي ملكة جمال الولايات المتحدة لعام 2013 وممثلة الولايات المتحدة لمسابقة ملكة جمال الكون لسنة 2013 ولدت في يوم 5 نوفمبر 1987 في كونيتيكت في الولايات المتحدة يبلغ طولها 173 سم تسلمت اللقب من نانا ميريويثر .